# Reprezentacja Japonii w hokeju na trawie kobiet
Reprezentacja Japonii w hokeju na trawie kobiet jest zaliczana do czołowych zespołów na świecie w tej dyscyplinie. Czterokrotnie występowała w Igrzyskach Olimpijskich (w 2004 roku zajęła 8. miejsce) i siedmiokrotnie w Mistrzostwach świata, gdzie w 2006 roku w Madrycie zajęła 5. miejsce. Zdobyła także złoty medal   Igrzysk azjatyckich w 2018 roku.
Reprezentacja Japonii pięciokrotnie brała udział w zawodach Champions Trophy.

## Osiągnięcia

### Igrzyska olimpijskie
- nie wystąpiła - 1980
- nie wystąpiła - 1984
- nie wystąpiła - 1988
- nie zakwalifikowała się  - 1992
- nie wystąpiła - 1996
- nie zakwalifikowała się - 2000
- 8. miejsce - 2004
- 10. miejsce - 2008
- 9. miejsce - 2012
- 10. miejsce - 2016
- 11. miejsce - 2020
- 10. miejsce - 2024

### Mistrzostwa świata
- nie wystąpiła - 1974
- nie wystąpiła - 1976
- 8. miejsce - 1978
- 7. miejsce - 1981
- nie zakwalifikowała się - 1983
- nie zakwalifikowała się - 1986
- 11. miejsce - 1990
- nie zakwalifikowała się - 1994
- nie zakwalifikowała się - 1998
- 10. miejsce - 2002
- 5. miejsce - 2006
- 11. miejsce - 2010
- 10. miejsce - 2014
- 13. miejsce - 2018
- 11. miejsce - 2022